# Liman (ort i Israel)
Liman (hebreiska: לימן) är en ort i Israel.   Den ligger i distriktet Norra distriktet, i den norra delen av landet. Liman ligger 19 meter över havet och antalet invånare är 500. Orten, en moshav, grundades ursprungligen av Israeliska soldater och döptes till Tzahal (namnet på Israels försvarsmakt). Senare döptes orten om för att hedra Herbert H. Lehman.
Terrängen runt Liman är kuperad åt nordost, men åt sydväst är den platt. Havet är nära Liman västerut.Runt Liman är det ganska tätbefolkat, med 90 invånare per kvadratkilometer. Närmaste större samhälle är Nahariya, 5,7 km söder om Liman. Trakten runt Liman består till största delen av jordbruksmark.